# Vladislav Tkačëv
Vladislav Tkačëv (in russo Владислав Ткачёв?; Mosca, 9 novembre 1973) è uno scacchista francese di origine sovietica, Grande maestro. È scritto anche Vladislav Tkachiev.
Trasferitosi con la famiglia all'età di 11 anni in Kazakistan, imparò a giocare a scacchi un anno dopo.
Nel 1985 vinse il campionato giovanile del Kazakistan e poi per due volte il campionato nazionale assoluto.
Nel 1996 si trasferì a Cannes, prendendo la cittadinanza francese.
Nello stesso anno vinse il forte torneo open di Cannes, ottenendo il titolo di Grande Maestro.
Nel 2005 ha vinto il campionato di Mosca blitz, precedendo tra gli altri a Alexander Morozevich.
Ha vinto due volte il campionato francese (2006 e 2009).
Nel 2007 ha ottenuto il suo più grande successo, vincendo a Dresda il campionato europeo individuale dopo aver superato allo spareggio Emil Sutovsky, Dmitry Jakovenko e Ivan Čeparinov.
Ottenne altre vittorie a Oakham nel 1993, Isola di Man 1996, Macarsca 1997 e Cannes 1999.
Nella lista FIDE di settembre 2009 ha raggiunto il proprio record Elo con 2669 punti, terzo francese e 58º al mondo .